# Milan Martić
Milan Martić (en serbio: Милан Мартић, Žagrović, 18 de noviembre de 1954) es un político serbio, condenado por crímenes de guerra el 12 de junio de 2007 por el Tribunal Penal Internacional para la Antigua Yugoslavia. Lideró las fuerzas serbias en Croacia durante la Guerra de la Independencia de Croacia y fue presidente de la República Serbia de Krajina.
Martić nació en Žagrović, en el municipio de Knin. Se formó en la escuela de policía de Zagreb egresando en 1976. Desde 1984 estaba a cargo del sector policial de la zona de Knin. En 1986 recibió una sanción disciplinaria de suspensión por actividades coercitivas y por uso del vehículo oficial para uso personal.
Desde el 4 de enero de 1991 hasta agosto de 1995, Martić ocupó varios cargos de responsabilidad -presidente, ministro de Defensa, ministro del Interior- en las oficinas no reconocidas de la Región Autónoma Serbia (SAO) de Krajina y en la República Serbia de Krajina (RSK). Martić se presentó por el Partido Socialista Serbio a las elecciones presidenciales de 1993 en la Krajina Serbia, con el apoyo de Slobodan Milošević. En la segunda vuelta de estas elecciones, en 1994, fue elegido presidente y permaneció en el poder hasta la caída de la Krajina Serbia durante la Operación Tormenta de 1995.

## Condena por crímenes de guerra
Acusado por primera vez por el Tribunal Penal Internacional para la Antigua Yugoslavia el 25 de julio de 1995, Martić se entregó el 15 de mayo de 2002 y fue trasladado al Tribunal de La Haya el mismo día. Fue acusado de asesinato, persecuciones, trato inhumano, desplazamientos forzados, pillaje de bienes públicos o privados y destrucción arbitraria de ciudades y pueblos. Se declaró inocente de todos los cargos. Según la acusación del Tribunal, "ayudó a organizar una campaña de limpieza étnica de croatas y otros no serbios de Krajina, donde vivían 78000 personas y prácticamente la totalidad de la población no serbia fue desplazada por la fuerza, deportada o asesinada". Originalmente fue acusado solo de ordenar un ataque con cohetes a Zagreb, que mató a siete civiles, como represalia por la Operación Bljesak. Martić apareció más tarde en la televisión y la radio serbia, admitiendo haber ordenado el bombardeo.
Su juicio empezó el 13 de diciembre de 2005 y concluyó el 12 de enero de 2007. El 12 de junio, Martić fue condenado a 35 años de prisión. La sentencia fue confirmada por el Consejo de Apelación del Tribunal el 8 de octubre de 2008. Durante el juicio, uno de los otros líderes serbios que se sublevaron en Croacia, Milan Babić, dijo que toda la guerra en Croacia era responsabilidad de Martić y que fue orquestada desde Belgrado. La sentencia consideró a Martić miembro de una "empresa criminal conjunta" en la cual también estaban Blagoje Adžić, Milan Babić, Veljko Kadijević, Radovan Karadžić, Slobodan Milošević, Ratko Mladić, Vojislav Šešelj, Franko Simatović, Jovica Stanišić y Dragan Vasiljković.
El junio de 2009 fue trasladado para cumplir la condena a la prisión de Tartu, en Estonia.